# Edwige Bancole
Edwige Bancole est une sprinteuse béninoise. Elle a participé au 100 mètres féminin aux Jeux olympiques d'été de 1980. Elle a été la première femme à représenter le Bénin aux Jeux olympiques.